# Lothar Müller-Westphal
Lothar Müller-Westphal (* 1941) ist ein deutscher Heraldiker und Genealoge.

## Leben
Müller-Westphal begann 1957 hobbymäßig mit der Heraldik und machte sie im weiteren Verlauf zu seinem Beruf. Er arbeitet ebenso als Genealoge. Bei zwei Bundespräsidenten und zwei Bischöfen entwickelte er die Wappen. Außerdem arbeitet er als Wappenkünstler für die Genealogie- und Heraldik-Fachverlage C. A. Starke (Limburg an der Lahn) und Degener & Co (Neustadt an der Aisch). Er lebt in Kreuzau (Nordrhein-Westfalen).

## Veröffentlichungen
- Wappenbilderordnung, Großes Wappenbuch (Der neue Siebmacher und zugleich Neubearbeitung des Handbuches der heraldischen Terminologie von Maximilian Gritzner), Band 1+2, alle Wappenzeichnungen von Lothar Müller-Westphal, Text von Jürgen Arndt und Werner Seeger, Verlag Bauer & Raspe, 1990, ISBN 3-87947-100-2 bzw. ISBN 978-3-87947-100-3
- Wappen und Genealogien Dürener Familien. Hausmarken, Wappen, Notarzeichen und biographische Daten von 7000 Personen aus acht Jahrhunderten, in: Beiträge zur Geschichte des Dürener Landes, Band 20, Dürener Geschichtsverein, Düren 1989
- Dürener Wappenbuch, Manuskript im Stadtarchiv Düren
- Heraldisches in der Grabkreuzkartei des Stadt- und Kreisarchivs Düren (Teil 1), in: Dürener Geschichtsblätter, Band 84 (1997), Seite 217–266